# Kaj Eskelinen
Kaj Eskelinen (21 febbraio 1969) è un ex calciatore svedese, di ruolo attaccante.

## Biografia
È il padre di William Eskelinen, di ruolo portiere.

## Carriera

### Club
Eskelinen cominciò la carriera con la maglia del Västra Frölunda. Passò poi al Göteborg, formazione con cui vinse due campionati (1990 e 1991) e dove, nella prima stagione, si laureò capocannoniere del campionato svedese con 10 reti. Successivamente, si trasferì ai norvegesi del Brann. Esordì nella Tippeligaen in data 2 maggio 1993, quando fu schierato titolare nel successo per 2-1 sullo HamKam. L'8 maggio arrivò la sua prima rete, nella vittoria per 0-4 sul campo del Rosenborg. Il 3 ottobre siglò una tripletta nell'affermazione per 1-6 del Brann sul Fyllingen. Chiuse la stagione con 6 reti in 16 presenze in campionato. Fece poi ritorno nella natia Svezia, per militare nelle file del Djurgården. Conclusa quest'esperienza, vestì le maglie di Hammarby e Café Opera, per poi ritirarsi dall'attività agonistica.

## Palmarès

### Club

#### Competizioni nazionali
- Campionato svedese: 2

Göteborg: 1990, 1991
- Coppa di Svezia: 1

Göteborg: 1991

### Individuale
- Capocannoniere del campionato svedese: 1

1990 (10 gol)